# Giuseppe Gaggiotti
Giuseppe Gaggiotti (Brescia, 16 marzo 1925 – San Secondo Parmense, 14 agosto 2007) è stato un calciatore italiano, di ruolo interno o mediano.
È il fratello di Eugenio Gaggiotti, personaggio legato agli scandali del calcio italiano degli anni Cinquanta.

## Carriera
Proveniente dalle giovanili dell'Inter, passò in seguito al Brescia ed esordì in prima squadra con il Catania in Serie C, nel 1948-1949. Al termine della stagione gli etnei vennero promossi in Serie B, in cui Gaggiotti esordì con una sola presenza nella stagione successiva. In seguito approdò in Serie A trasferendosi al Napoli.
Debuttò in massima serie il 20 maggio 1951 in Triestina-Napoli (1-1), e collezionò un'altra presenza in stagione, l'unica nella massima serie. Nel 1951 fu ceduto in prestito al Modena, militante in Serie B; l'anno successivo fu posto in lista di trasferimento dai partenopei e passò al Fanfulla, sempre nella serie cadetta. Nell'ultima stagione della formazione lodigiana in Serie B collezionò 26 presenze con 2 reti, e fu ingaggiato dal Genoa.. Nell'autunno 1955 passò al Piacenza.

## Palmarès
- Serie C: 1

Catania: 1948-1949